# Trophée Lalique de 2001
Trophée Lalique de 2001 foi a décima quinta edição do Trophée Lalique, um evento anual de patinação artística no gelo organizado pela Federação Francesa de Esportes no Gelo (em francês:  Federation Française des Sports de Glace), e que fez parte do Grand Prix de 2001–02. A competição foi disputada entre os dias 15 de novembro e 18 de novembro, na cidade de Paris, França.

## Eventos
- Individual masculino
- Individual feminino
- Duplas
- Dança no gelo

## Medalhistas
| Evento                        | Ouro                                          | Prata                                       | Bronze                                           |
| Individual masculino detalhes | Alexei Yagudin · Rússia                       | Todd Eldredge · Estados Unidos              | Andrejs Vlascenko · Alemanha                     |
| Individual feminino detalhes  | Maria Butyrskaya · Rússia                     | Sarah Hughes · Estados Unidos               | Sasha Cohen · Estados Unidos                     |
| Duplas detalhes               | Elena Bereznaia · Anton Sikharulidze · Rússia | Kyoko Ina · John Zimmerman · Estados Unidos | Sarah Abitbol · Stéphane Bernadis · França       |
| Dança no gelo detalhes        | Marina Anissina · Gwendal Peizerat · França   | Shae Lynn Bourne · Victor Kraatz · Canadá   | Margarita Drobiazko · Povilas Vanagas · Lituânia |

## Resultados

### Individual masculino
| Pos.              | Nome                | Nacionalidade  | Pontos | PC | PL |
| ----------------- | ------------------- | -------------- | ------ | -- | -- |
| Medalha de ouro   | Alexei Yagudin      | Rússia         | 1.5    | 1  | 1  |
| Medalha de prata  | Todd Eldredge       | Estados Unidos | 3.0    | 2  | 2  |
| Medalha de bronze | Andrejs Vlascenko   | Alemanha       | 4.5    | 3  | 3  |
| 4                 | Johnny Weir         | Estados Unidos | 6.5    | 5  | 4  |
| 5                 | Zhang Min           | China          | 8.0    | 4  | 6  |
| 6                 | Stephane Lambiel    | Suíça          | 8.5    | 7  | 5  |
| 7                 | Sergei Rylov        | Azerbaijão     | 13.0   | 12 | 7  |
| 8                 | Yamato Tamura       | Japão          | 13.0   | 10 | 8  |
| 9                 | Emmanuel Sandhu     | Canadá         | 13.0   | 6  | 10 |
| 10                | Li Yunfei           | China          | 13.5   | 9  | 9  |
| 11                | Vincent Restencourt | França         | 15.0   | 8  | 11 |
| 12                | Frédéric Dambier    | França         | 17.5   | 11 | 12 |

### Individual feminino
| Pos.              | Nome               | Nacionalidade  | Pontos | PC | PL |
| ----------------- | ------------------ | -------------- | ------ | -- | -- |
| Medalha de ouro   | Maria Butyrskaya   | Rússia         | 2.5    | 1  | 2  |
| Medalha de prata  | Sarah Hughes       | Estados Unidos | 3.0    | 4  | 1  |
| Medalha de bronze | Sasha Cohen        | Estados Unidos | 4.5    | 3  | 3  |
| 4                 | Viktoria Volchkova | Rússia         | 7.0    | 2  | 6  |
| 5                 | Laetitia Hubert    | França         | 7.5    | 5  | 5  |
| 6                 | Shizuka Arakawa    | Japão          | 8.5    | 9  | 4  |
| 7                 | Silvia Fontana     | Itália         | 10.0   | 6  | 7  |
| 8                 | Alisa Drei         | Finlândia      | 13.0   | 10 | 8  |
| 9                 | Anne-Sophie Calvez | França         | 13.0   | 8  | 9  |
| 10                | Vanessa Gusmeroli  | França         | 13.5   | 7  | 10 |
| 11                | Nicole Watt        | Canadá         | 16.5   | 11 | 11 |

### Duplas
| Pos.              | Nome                                  | Nacionalidade  | Pontos | PC | PL |
| ----------------- | ------------------------------------- | -------------- | ------ | -- | -- |
| Medalha de ouro   | Elena Bereznaia / Anton Sikharulidze  | Rússia         | 1.5    | 1  | 1  |
| Medalha de prata  | Kyoko Ina / John Zimmerman            | Estados Unidos | 3.0    | 2  | 2  |
| Medalha de bronze | Sarah Abitbol / Stéphane Bernadis     | França         | 5.0    | 4  | 3  |
| 4                 | Tatiana Totmianina / Maxim Marinin    | Rússia         | 5.5    | 3  | 4  |
| 5                 | Jacinthe Lariviere / Lenny Faustino   | Canadá         | 8.0    | 6  | 5  |
| 6                 | Yuko Kawaguchi / Alex Markuntsov      | Japão          | 9.5    | 7  | 6  |
| 7                 | Marie-Pierre Leray / Nicolas Osseland | França         | 11.0   | 8  | 7  |
| WD                | Dorota Zagorska / Mariusz Suidek      | Polônia        |        | 5  |    |
| WD                | Aljona Savchenko / Stanislas Morozov  | Ucrânia        |        |    |    |

### Dança no gelo
| Pos.              | Nome                                    | Nacionalidade  | Pontos | DC | DO | DL |
| ----------------- | --------------------------------------- | -------------- | ------ | -- | -- | -- |
| Medalha de ouro   | Marina Anissina / Gwendal Peizerat      | França         | 2.0    | 1  | 1  | 1  |
| Medalha de prata  | Shae Lynn Bourne / Victor Kraatz        | Canadá         | 4.0    | 2  | 2  | 2  |
| Medalha de bronze | Margarita Drobiazko / Povilas Vanagas   | Lituânia       | 6.0    | 3  | 3  | 3  |
| 4                 | Albena Denkova / Maxim Staviyski        | Bulgária       | 8.0    | 4  | 4  | 4  |
| 5                 | Isabelle Delobel / Olivier Schoenfelder | França         | 10.0   | 5  | 5  | 5  |
| 6                 | Tanith Belbin / Benjamin Agosto         | Estados Unidos | 12.4   | 7  | 6  | 6  |
| 7                 | Swetelana Kulikowa / Arseny Markov      | Rússia         | 13.6   | 6  | 7  | 7  |
| 8                 | Chantal Lefebvre / Justin Lanning       | Canadá         | 16.0   | 8  | 8  | 8  |
| 9                 | Zita Gebora / Andras Visontai           | Hungria        | 18.0   | 9  | 9  | 9  |
| 10                | Rie Arikawa / Kenji Miyamoto            | Japão          | 20.0   | 10 | 10 | 10 |
| 11                | Anna Mosenkova / Sergei Sychov          | Estônia        | 22.0   | 11 | 11 | 11 |

## Quadro de medalhas
| Ordem | País           | Medalha de ouro | Medalha de prata | Medalha de bronze |    | Ordem por total |
| ----- | -------------- | --------------- | ---------------- | ----------------- | -- | --------------- |
| 1     | Rússia         | 3               |                  |                   | 3  | 2               |
| 2     | França         | 1               |                  | 1                 | 2  | 3               |
| 3     | Estados Unidos |                 | 3                | 1                 | 4  | 1               |
| 4     | Canadá         |                 | 1                |                   | 1  | 4               |
| 5     | Alemanha       |                 |                  | 1                 | 1  | 4               |
| 5     | Lituânia       |                 |                  | 1                 | 1  | 4               |
| TOTAL | TOTAL          | 4               | 4                | 4                 | 12 | —               |